# یوشیاکی فوجیتا
یوشیاکی فوجیتا (انگلیسی: Yoshiaki Fujita؛ زادهٔ ۱۲ ژانویهٔ ۱۹۸۳) بازیکن فوتبال اهل ژاپن است.
از باشگاه‌هایی که در آن بازی کرده‌است می‌توان به باشگاه فوتبال جوبیلو ایواتا و باشگاه فوتبال جف یونایتد ایچیهارا چیبا اشاره کرد.